# Ottó Hindrich
Ottó Hindrich (n. 5 august 2002, Cluj-Napoca, România) este un fotbalist român și maghiar, care joacă pe post de portar la CFR Cluj în SuperLiga României. Pe plan internațional, are prezențe la națională pentru România Sub-21.

## Palmares
CFR Cluj
- SuperLiga României (2): 2019–2020, 2021–2022